# Махмуд султан
Махмуд султан (каз. Махмұд сұлтан) — казахский султан, второй сын казахского хана Джанибека.

## Биография
Махмуд — второй сын Джанибек-хана, был одной из ключевых фигур в военно-политической жизни Казахского ханства последней трети XV века. Махмуд султан упоминается в Источниках («Нусрат-наме» анонимного автора, «Фатх-наме» Шади, «Шейбани-наме» Бинаи, «Хабиб ас-сийар» Хондамира, «Бахр ал-асрар» Махмуда ибн Вали) в связи с войнами Мухаммада Шейбани с казахскими султанами, где Махмуд-султан выступает как правитель города-крепости Сузака (город в среднем течении Сырдарьи). В источниках Махмуд-султан изображен как отважный воин, славный, полководец, деятельный градоначальник. Замечательно, что он, султан, предводительствуя многочисленной ратью, в то же время выступал и в роли батыра, перед решительной битвой вызывающего врага на единоборство. Сам облик Махмуд-султана казаха выдавал в нём истинного воина эпохи средневековья: нос, щеки и губы рассечены саблей в бою, на теле множество ран от стрел, копий и секир. О том, где, когда и при каких обстоятельствах наступила его смерть, ничего неизвестно. Были ли у Махмуд султана дети или нет, также неизвестно. Погиб в сражении с братом Мухаммеда Шейбани Махмуд султаном в 1476 году.